# Antoine Robin
Antoine Robin, né à Tresnay (Nièvre) le 21 septembre 1889 et mort le 26 février 1980 à Vers-Pont-du-Gard (Gard), est un ingénieur agricole, écologiste, ingénieur militaire, et directeur des exploitations agricoles (directeur de production) de la Société des Raffineries de Sucre de Saint-Louis, plus connue sous le nom Saint Louis Sucre.

## Fonctions honorifiques
- Président du Syndicat de Dessèchement de la Camargue, dit FUMEMORTE ;
- Vice-président du Syndicat d’arrosage du SAMBUC ;
- Syndic du Syndicat de la Digue de la Mer ;
- Administrateur du Syndicat des Riziculteurs de France ;
- Codirecteur du Canal de la Verdière ;
- Administrateur de la Coopérative de Culture mécanique « Crau et Camargue » ;
- Membre du comité de direction de la coopérative des producteurs de blé et de riz de la région d’Arles ;
- Administrateur du Syndicat de Défense des Végétaux en Crau.

## Emplois
- Ingénieur agricole de l’École nationale d’agriculture de Grignon. Il fait son stage de fin d’études en Algérie ;
- Professeur à l’école départementale de la Meuse à Mesnil-la-Horgue (1912-1913) ;
- Garde-général à l’ancienne compagnie du Canal de Beaucaire (1914) ;
- Le 1er mai 1926, il devient directeur des exploitations agricoles  de la Société des Raffineries de Sucre de Saint-Louis, jusqu’en 1957. Plusieurs voyages  à Beyrouth, Port-Said, Suez, Port-Soudan, Aden, Djibouti, Moheli, Anjouan, Dzaoudzi, Mombasa, Nairobi, Zanzibar, Dar-es-Salaam, Diego Suarez, Nosy-be, Majunga et Tananarive.

## Partie militaire
- Au titre d’ingénieur il a été admis à l’École d’application de l’Artillerie à Fontainebleau, d’où il est sorti sous-lieutenant  et à ce titre a été affecté au 106e régiment d’artillerie lourde ;
- Campagne de Lorraine (Bataille de Sarrebourg du 19 août 1914) ;
- Bataille du Grand-Couronné de Nancy ;
- Bataille de Verdun au fort de Tavanne ;
- Lagonne Chemin des Dames ;
- Première bataille de Champagne ;
- Bataille de la Somme ;
- Affecté en mars 1919 au Service des contrôles des céréales et des Battages à Toulouse pour les départements de la Haute-Garonne et de l’Ariège ;
- Démobilisé en août 1919 ;
- Nommé lieutenant de réserve.

## Distinctions honorifiques
- Croix de guerre 1914–1918 (Citation 289 à l’ordre du régiment 106e d’artillerie lourde). Ordre du régiment 289 du 10 novembre 1918 ;
- Croix des Services militaires volontaires ;
- Chevalier de l'ordre du Mérite agricole
- Médaille d'honneur du travail ;
- Médaille de l’association des Officiers et anciens officiers du Service militaire des Chemins de fer et des transports ;
- Diplôme de l’association Fédérale des Combattants.
- Après réception du dossier de demande, contre son gré, pour la Légion d'honneur, refuse de la remplir.

## Divers
Commandant de la Place Forte de Vers-Pont-du-Gard.

## Sources
- Ordre du régiment 289 du 10 novembre 1918 ;
- Éloges funèbres de l’Association des anciens combattants siégeant à Vers-Pont-du-Gard.